# Antonio Mirante
Antonio Mirante (Castellammare di Stabia, Nápoles, Italia, 8 de julio de 1983) es un futbolista italiano. Se desempeña como guardameta y actualmente se encuentra sin equipo.

## Clubes
| Club               | País   | Año       |
| ------------------ | ------ | --------- |
| F. C. Crotone      | Italia | 2004-2005 |
| A. C. Siena        | Italia | 2005-2006 |
| Juventus F. C.     | Italia | 2006-2007 |
| U. C. Sampdoria    | Italia | 2007-2009 |
| Parma F. C.        | Italia | 2009-2015 |
| Bologna F. C. 1909 | Italia | 2015-2018 |
| A. S. Roma         | Italia | 2018-2021 |
| A. C. Milan        | Italia | 2021-2024 |

## Palmarés

### Títulos nacionales
| Título  | Club           | País   | Año     |
| ------- | -------------- | ------ | ------- |
| Serie B | Juventus F. C. | Italia | 2006-07 |
| Serie A | A. C. Milan    | Italia | 2021-22 |